# Alpine Skiweltmeisterschaften 1942
Die Alpinen Skiweltmeisterschaften 1942 waren als 11. Alpine Skiweltmeisterschaften vom 6. bis 15. Februar 1942 in Garmisch-Partenkirchen geplant. Die Vergabe war am 3. Februar 1941 bei der FIS-Tagung in Cortina d’Ampezzo einstimmig erfolgt. 13 Verbände hatten ihr Zusage gegeben. Wegen der Lage im Zweiten Weltkrieg wurde die Veranstaltung abgesagt.
Als sich im Dezember 1941 die Lage der deutschen Ostfront zunehmend verschlechterte („Winterkrise“, siehe Medaille Winterschlacht im Osten 1941/42), ließ Reichspropagandaminister Joseph Goebbels Skier für die Front sammeln und erwirkte einen Führererlass, der alle internationalen Wintersportveranstaltungen in Deutschland verbot. Er führte dazu bei einer Ministerkonferenz Ende Dezember 1941 aus, „dass es für die deutschen Soldaten an der Front völlig untragbar sei, Berichte über internationale Winterwettkämpfe, noch dazu mit gesellschaftlichen Veranstaltungen, zu lesen …, während sie selbst unter Schnee, Eis und Kälte auf das schwerste zu leiden haben.“ Das Verbot wurde in einem Führererlass umgesetzt; der Reichssportführer Hans von Tschammer und Osten sagte deshalb Anfang 1942 alle skisportlichen Veranstaltungen, Lehrgänge, Wettkämpfe und Meisterschaften ab. Dazu gehörten auch die geplanten Skiweltmeisterschaften 1942.
Im Rahmen dieser Veranstaltung hatte auch eine „Europäische Sportkonferenz“ einberufen werden sollen, die wegen der Absage ebenfalls nicht stattfand. Für den Sportfunktionär Sigfrid Edström deutete dies damals auf die schwindenden Siegesaussichten der Deutschen im Krieg hin.